# 2009 MF10
2009 MF10, também escrito como 2009 MF10, é um corpo menor que está localizado no disco disperso, uma região do Sistema Solar. Ele possui uma magnitude absoluta de 6,1 e tem um diâmetro estimado de cerca de 265 km. O astrônomo Mike Brown lista este corpo celeste em sua página na internet como um candidato a possível planeta anão.

## Descoberta
2009 MF10 foi descoberto no dia 27 de junho de 2009 pelos astrônomos S. S. Sheppard, A. Udalski e C. A. Trujillo, K. Ulaczyk.

## Órbita
A órbita de 2009 MF10 tem uma excentricidade de 0,524 e possui um semieixo maior de 57,345 UA. O seu periélio leva o mesmo a uma distância de 27,270 UA em relação ao Sol e seu afélio a 87,420 UA.